# Monte Plata
Monte Plata é um município da República Dominicana pertencente à província de Monte Plata. Sua população estimada em 2012 era de 57 553 habitantes.